# Церква святого Миколая (Котузів)
Церква святого Миколая в Котузові — парафія і храм греко-католицької громади Зарваницького деканату Тернопільсько-Зборівської архієпархії Української греко-католицької церкви в селі Котузів Тернопільського району Тернопільської области.

## Історія церкви
Під час Другої світової війни німці зруйнували церкву, що стояла в центрі села. На її місці були збудовані дві нові церкви. Великий храм спроєктували Олег Бедзісь та Степан Яцура, а кошти на будівництво надали емігранти зі США — Марія Машталір, Михайлина Годжак, Стефанія Яворська, та місцева громада. Авторами іконостаса великої церкви були Орест та Андрій Мелехи, його встановили у травні 2004 року. Розпис храму виконано у 2003 році під керівництвом Василя Козловського. Малу церкву спроєктували Олексій Олійник і Теодозій Парибус за кошти громади. Іконостас для неї створив Олексій Гринчук, а розпис — художники Василь і Зеновій Бронецькі з села Вишнівчик.
Парафію було утворено у 1990 році. Велику церкву освятив єпископ Михаїл Сабрига 19 грудня 1992 року, а малу — о. Зеновій Монастирський 19 грудня 1993 року. Парафія і обидва храми від початку свого існування завжди належали до УГКЦ.
Єпископські візитації здійснили: єпископ Михаїл Сабрига у 1992 році, єпископ Василій Семенюк у грудні 2005 року, а потім, вже як митрополит, — у квітні 2013 року. При церкві діє братство Матері Божої Неустанної Помочі, засноване о. Мирославом Богаком 13 березня 1994 року, а також спільнота «Матері в молитві за дітей». Катехизацію з дітьми проводять сестри Чину Святого Василя Великого.
На території села споруджено фігуру святого Якова та кам'яний хрест на честь скасування панщини в 1848 році, який був відновлений у 2002 році за кошти родин Тараса Андрусишина, Ганни Михальської та Гатини Гринчук. У селі також є капличка Божої Матері.

## Парохи
- о. Пісецький,
- о. Яворський (до 1937),
- о. Сас (1937—1940),
- о. Ганкевич (1940—1946),
- о. Дмитро-Петро Квич (1990—1993),
- о. Мирослав Богак (1993—1995),
- о. Ігор Чибрис (1995—2003),
- о. Андрій Підгородецький (2003—2006),
- о. Володимир Захарків (з 2006).